# Mullaghmore
Mullaghmore (in gaelico An Mullach Mor, "la grande cima") è un villaggio della contea di Sligo nella Repubblica d'Irlanda.
Località di vacanza affacciata sull'Oceano Atlantico, con alle spalle la caratteristica sagoma del Ben Bulben, la montagna cara a William Butler Yeats, è famosa tra gli appassionati di surf e windsurf per la grandezza delle onde che si possono trovare. Fa parte della baronia di Carbury e della parrocchia di Ahamlish.

## Storia
Dal XVII al XIX secolo il villaggio fece parte di una vasta tenuta della famiglia Temple, un appezzamento di terra di circa 12.000 acri nella parte settentrionale della contea di Sligo, assegnata a sir John Temple, Henry Temple 1° visconte Palmerston e Master of the Rolls di Dublino. Il terzo visconte, Henry John Temple, meglio conosciuto come lord Palmerston, iniziò la costruzione del celebre e scenografico Classiebawn Castle, una dimora in stile baronale affacciata sulla costa della penisola. Fece costruire anche li porto in muratura presente nel villaggio, progettato dall'ingegnere marittimo Alexander Nimmo. I lavori durarono dal 1822 al 1841.
I Temple erano per lo più tenutari assenti, e il possidemento fu per gran parte mantenuto prima da addetti di classe media e poi da funzionari ed agenzie, come Stewart and Kincaid, una compagnia di Dublino con filiali a Sligo. Nei loro tentativi di rendere queste tenute produttive, gli agenti sottostimarono i problemi che l'immigrazione assistita, da essi incentivata sia nelle tenute Palmerston che in quella adiacente di Gore Booth (Lissadell), avrebbe causato durante la Grande carestia irlandese fino agli anni sessanta del secolo.
Nel maggio 1862 un giornale di Sligo pubblicò la seguente notizia: "Secondo un'usanza consolidata ormai da anni, nella parrocchia di Ahamlish sono state selezionate per l'emigrazione circa sessanta persone... il cui trasferimento è stato reso possibile dalla Signoria. Sono 24 giovani donne e 24 giovani uomini.. [e] famiglie che erano totalmente incapaci di trovare sostentamento e che avevano chiesto il favore di essere mandate via. I migranti sono passati oggi per Liverpool diretti in America".
Classiebawn fu una delle destinazioni preferite per le vacanze estive dall'ammiraglio Louis Mountbatten, 1º conte Mountbatten di Burma, ultimo viceré d'India, che ereditò Classiebawn Castle. Fu al largo della costa di Mullaghmore che nell'agosto del 1979 lord Mountbatten, insieme alla baronessa Doreen Knatchbull, a Nicholas Knatchbull e a un ragazzo del Fermanagh, Paul Maxwell, furono uccisi da una bomba installata e fatta esplodere dalla Provisional IRA sull'imbarcazione su cui stavano navigando. 
Nel 2007 ha ospitato l'atto finale del Rally Ireland.